# E Johnny prese il fucile (romanzo)
E Johnny prese il fucile (Johnny Got His Gun) è un romanzo dello scrittore statunitense Dalton Trumbo del 1939.

## Trama
Colpito da una cannonata nell'ultimo giorno della guerra 1914-18, il soldato americano Joe Bonham perde gambe, braccia e parte del viso, cioè vista, olfatto, udito e parola, diventando un troncone di carne pensante.
Il giovane riprende coscienza e un po' alla volta e si rende conto di aver perso ogni possibilità di contatto col mondo esterno. Ciononostante dopo qualche tempo comincia a "sentire" presenze umane e il tepore della primavera.

## Stile e struttura
Lo stile è quello del monologo interiore. L'autore descrive le sensazioni e i pensieri del personaggio, il suo riandare ai tempi felici della giovinezza, la sua disperazione e i miglioramenti dell'umore.

## Contesto storico
Di stampo totalmente antimilitarista, Trumbo scrive questo straziante apologo contro ogni tipo di guerra nel 1938, ispirandosi ad un fatto realmente accaduto. Il libro uscì nel 1939, quando ormai gli americani stavano per intervenire nel secondo conflitto mondiale, ma dopo l'episodio di Pearl Harbor fu ritirato dalle librerie ed occultato ai più. Dal 1945 ricomparve nelle librerie ed andò a ruba ogni volta che l'America entrava in guerra contro qualcuno: Corea, Vietnam, ogni volta rientrava in circolazione come un manifesto/monito sulla carneficina folle a cui lo "Zio Sam" andava avvicinandosi per esserne investito e destabilizzato.
Lo scrittore Dalton Trumbo ne fece il progetto della sua vita, tanto che dopo essere stato messo in prigione durante il maccartismo (Trumbo era iscritto al Partito Comunista degli Stati Uniti d'America) insieme ad altri nove sceneggiatori e registi di Hollywood, dopo aver continuato a fare lo sceneggiatore segretamente ad Hollywood sotto pseudonimo o senza essere accreditato nei titoli, e, nonostante neanche una piena riabilitazione gli eviti di ricevere 17 porte in faccia da produttori e registi, nel 1971 riesce a far uscire nelle sale il film E Johnny prese il fucile, con il quale esordì alla regia all'età di 66 anni.
Già nel 1941, Trumbo ne aveva realizzato un adattamento per la radio, con la voce narrante di James Cagney.

## Significato del titolo
Il titolo è un gioco di parole con la frase "Johnny prendi il fucile" (in originale: "Johnny get your gun"), usata per invitare i giovani a entrare nell'esercito americano tra la fine del XIX e l'inizio del XX secolo. La frase era stata resa popolare dalla canzone "Over There" di George M. Cohan, registrata il primo anno del coinvolgimento degli Stati Uniti nella Prima Guerra Mondiale. Johnny Get Your Gun è anche il titolo di un film del 1919 diretto da Donald Crisp. Il significato quindi è da interpretarsi in senso ironico come "Johnny ha preso il suo fucile" e non si riferisce al nome del protagonista, che invece è Joe Bonham.